# プア・セニョリータ
『プア・セニョリータ』（英語: Poor Señorita）は、フィリピンのテレビドラマ。GMAネットワークで2016年3月28日から7月15日まで放送された。